# Таранда, Витаутас Леонович
Витаутас Леонович Таранда (26 марта 1965 года — 18 марта 2024 года, Москва) — советский и российский артист балета и хореограф, заведующий труппой Имперского русского балета.

## Биография
Родился в 26 марта 1965 года в семье военнослужащего. Мать (девичья фамилия — Соловьёва) происходила из казачек. Старший брат — Гедиминас Таранда (род. 1961), ныне артист балета, заслуженный деятель искусств России. После развода родителей, мать вместе с детьми переехала в Воронеж.
Окончил Московское хореографическое училище (1983), по окончании работал в Большом театре. С 1983 по 1994 год — танцовщик балетной труппы. В своём репертуаре имел партии Боярина в балете «Иван Грозный», Дружка, Купца и Скомороха в «Каменном цветке» Сергея Прокофьева; Герцога и Лоренцо в спектакле «Дон Кихот» Людвига Минкуса; Главного кучера и Кучера в «Петрушке» Игоря Стравинского; Коппелиуса в «Коппелии, или Красавице с голубыми глазами» Лео Делиба; Анны Андреевны в спектакле «Эскизы» на музыку Альфреда Шнитке и Геннадия Рождественского; Марцелина и Никез в балете «Тщетная предосторожность, или Лиза и Колен» Петера Гертеля; Медведенко в «Чайке» Родиона Щедрина; Нэпмана в балете «Золотой век» Дмитрия Шостаковича; Пастуха в «Спартаке» Арама Хачатуряна; Принца Лимона и Стражника в «Чиполлино» Карэна Хачатуряна; Принца Флер-де-Пуа в балете «Спящая красавица» Петра Чайковского; Старика в «Сильфиде» Хермана Левеншелля; Стражника в спектакле «Любовью за любовь» Тихона Хренникова; Щеголя в «Анюте» Валерия Гаврилина. Выступал также в Danse des Forbans («Танец пиратов») в балете «Корсар» Адольфа Адана и Цезаря Пуни, выходил на сцену в музыкальных номерах в ролях Кумана в «Половецких плясках» в опере «Князь Игорь» Александра Бородина и Петра I в «Хованщине» Модеста Мусоргского.
В 1994 году перешёл в театр «Имперский русский балет», созданный его братом Гедиминасом, работал педагогом-репетитором, заведующим труппой театра, с 2000 года возглавлял студию при «Имперском русском балете». Кроме того, занимал должность заместителя директора «Имперского русского балета».
В 2003 году в ГИТИСе получил специальность педагог-хореограф.
За вклад в искусство был награждён Орденом Дягилева первой степени.
В последнее время с трудом передвигался без посторонней помощи и практически не покидал квартиру. Умер от сердечной недостаточности 18 марта 2024 года.
Отпевание прошло в Храме Рождества Иоанна Предтечи на Пресне 22 марта.

## Фильмография
- 1987 Коппелия
- 1986 Юность Бемби
- 1985 Детство Бемби